# الجامعة السويدية للعلوم الزراعية
الجامعة السويدية للعلوم الزراعية (السويدية: Sveriges lantbruksuniversitet) (SLU) هي إحدى الجامعات في السويد. على الرغم من أن مكتبها الرئيسي يقع في اولتونا Ultuna، أوبسالا، لكن الجامعة لديها عدة فروع في مناطق مختلفة من السويد، والمرافق الرئيسية الأخرى هي Alnarp في
بلدية لوما، سكارا، و أوميو. خلافا لغيرها من الجامعات المملوكة للدولة في السويد، يتم تمويل ذلك من خلال ميزانية وزارة الشؤون الريفية.